# Krigsåret 1744

## Pågåendekrig
- Kriget om kapten Jenkins öra (1739 - 1748)
  - Spanien på ena sidan.
  - Storbritannien på andra sidan.

- Österrikiska tronföljdskriget (1740 - 1748)[1]
  - Österrike, Storbritannien, Förenade Nederländerna, Sachsen, Sardinien och Ryssland på ena sidan.
  - Preussen, Frankrike, Spanien, Bayern och Neapel på andra sidan

### Fotnoter
1. ↑  ”World Statesmen”. http://www.worldstatesmen.org/WARS.html. Läst 28 juni 2011.